# アナモー
アナモー（Anamoe、2018年11月16日 - ）は、オーストラリアの競走馬。複数のG1競走で勝利を挙げた。

## 背景
ゴドルフィンの自家生産馬であるアナモーは、2007年のオーストララシアンオークス優勝馬アナマトの産駒で、アイルランドのステークスウィナーであるアナンバの半弟にあたる。

## 戦績

### 2歳（2020/21年）
2020年10月にコーフィールドで開催されたリストデビュータントステークスでデビューし、1か月後にサンダウンで開催されたリストマーソンクーパーステークスで初勝利を挙げた。優勝した騎手ダミアン・オリバーは、優勝後、「それは素晴らしい努力でした。彼は能力のある素敵な馬だ」と語った 。
ブルーダイヤモンドステークス（G1）で3位入着したのちシドニーに遠征し、トッドマンステークス（G2）を勝利した。そしてゴールデンスリッパー（G1）で2位に終わった後、ランドウィックでサイアーズプロデュースステークス（G1）を勝利した 。

### 3歳（2021/22年）
2021年9月11日、3歳馬となったアナモーは、ケンブラ・グレンジ競馬場のザラントゥザローズ（G2）で始動した。彼はクビ差でレースに勝利し、騎手ジェームズ・マクドナルドは後に「彼はこの馬に勝つための途方もない意志を持っている。彼が（先頭を）視界に入れるや否や、これを捉えるだろうと私は分かっていた」と述べた 。
2週間後のゴールデンローズ（G1）で惜敗した後、2021年10月9日にコーフィールドギニー（G1）のためにコーフィールドへ遠征した。 $2.10の人気で出走し、騎手ダミアン・オリヴァーは、広い障壁と戦った後、3歳牡馬を完璧に配置しました。直線では、彼は最後の200mでバーンストーミングフィニッシュを開始し、1/2馬身差で勝利した。オリバーはレース後、「彼は素晴らしい馬だ。彼は非常に良い馬のようです、彼は自らが優れていることを知っていて、カメラのために耳をそばだてています」 と語った。
10月23日のコックスプレート（G1）ではステートオブレストに敗れて2着となったが、3着ベリーエレガントには先着した。
秋初戦のエクスプレスウェイステークス（G2）では3着に終わったが、叩き2戦目のホバートヴィルステークス（G2）ではヒラルを2着、コンヴァージを3着にして破った。またカミングス調教師は、4月9日のG1クイーンエリザベスステークスを最終目標とすることを明らかにした。次走のランドウィックギニー（G1）では逃げたコンヴァージにクビ差敗れた（3着にはヒラルが入っている）。
3月19日、ローズヒルギニー（G1）では、コンヴァージがまず先頭を取り、次いでアナモーがこれに代わったが、最終的には掛かるプロフォンドが逃げる形となった。アナモーは2番手追走から、残り300mを切って独走態勢に入り、2着コンヴァージに6.57馬身差をつける圧勝劇を演じた。4月9日に行われたクイーンエリザベスステークス（G1）ではいいところなく9着に終わった。
2021/22シーズンの豪州最優秀3歳牡・セン馬に選出された。

### 4歳（2022/23年）
4歳シーズン初戦となったウィンクスステークスでは4番手追走から直線で抜け出して快勝し、幸先の良いスタートを切る。続くジョージメインステークスでは2番手追走から残り300m付近で先頭に立つと、中団から追い込んできたアイスバスの追撃を振り切り勝利した。10月8日のマイトアンドパワーステークスでは3・4番手追走から直線で脚を伸ばすと最後はアイムサンダーストラックとの追い比べを僅差で制した。10月22日のコックスプレートでは道中好位追走から残り100mで先頭に立つと、後方から追いすがるアイムサンダーストラックを半馬身差で制して、前年の雪辱を果たした。11月5日のマッキノンステークスでは後方追走から懸命に追い込むも4着に敗れ、G1レース5連勝はならなかった。
2023年2月11日に行われたアポロステークス（G2）では道中4番手キープから残り200mで逃げ粘るヒンジドを差し切って快勝。続くチッピングノートンステークスでは中団追走から直線で鋭く末脚を伸ばして先頭に立つと、最後はファンガールに1馬身差をつけ8度目のG1制覇を飾る。3月18日のジョージライダーステークスでは道中中団の外目5・6番手追走から残り100mで先頭に立つと、後方2番手から追い込んできたファンガールを振り切り、G1競走9勝目をマークした。4月8日のクイーンエリザベスステークスでは道中好位の4番手追走から直線で脚を伸ばしたがドバイオナーの3着に敗退したのを最後に現役を引退。引退後はケルヴィンサイドスタッドで種牡馬となる。

## 競走成績
下の情報は、Racing Post、RACING.COMによる。
| 競走日 | 競走日 | 競馬場           | 競走名                         | 格 | 頭 数 | 馬 番 | 人気 | 着順 | 騎手           | 距離馬場           | タイム  | 着差     | 1着馬（2着馬）        |
| ------ | ------ | ---------------- | ------------------------------ | -- | ----- | ----- | ---- | ---- | -------------- | ------------------ | ------- | -------- | --------------------- |
| 2020.  | 10.10  | コーフィールド   | デビュータントS                | L  | 12    | 2     |      | 5着  | D.オリヴァー   | 芝1000 （Good4）   | -       | 3        | Fake Love             |
|        | 11.14  | サンダウン(豪)   | マーソンクーパーS              | L  | 08    | 3     |      | 1着  | D.オリヴァー   | 芝1000 （Good4）   | 57:86   | 短アタマ | （Forbes）            |
| 2021.  | 02.06  | コーフィールド   | ブルーダイヤモンドプレリュード | G3 | 11    | 2     | 3人  | 2着  | D.オリヴァー   | 芝1100 （Good4）   | -       | 短アタマ | General Beau          |
|        | 02.20  | コーフィールド   | ブルーダイヤモンドS            | G1 | 14    | 5     | 2人  | 3着  | D.オリヴァー   | 芝1200 （Good3）   | -       | 2 1/2    | Artorius              |
|        | 03.06  | ランドウィック   | トッドマンS                    | G2 | 07    | 3     | 4人  | 1着  | R.キング       | 芝1200 （Good4）   | 1:08:54 | アタマ   | （Profiteer）         |
|        | 03.27  | ローズヒル       | ゴールデンスリッパーS          | G1 | 15    | 5     | 6人  | 2着  | R.キング       | 芝1200 （Soft7）   |         | 1 3/4    | Stay Inside           |
|        | 04.10  | ランドウィック   | サイアーズプロデュースS        | G1 | 09    | 1     | 1人  | 1着  | J.マクドナルド | 芝1400 （Soft7）   | 1:24:69 | 2 3/4    | Hilal                 |
|        | 09.11  | ケンブラグランジ | ザラントゥザローズ             | G2 | 10    | 2     | 2人  | 1着  | J.マクドナルド | 芝1200 （Good4）   | 1:10:24 | クビ     | （In The Congo）      |
|        | 09.25  | ローズヒル       | ゴールデンローズS              | G1 | 13    | 1     | 1人  | 2着  | J.マクドナルド | 芝1400 （Good3）   | -       | アタマ   | In The Congo          |
|        | 10.09  | コーフィールド   | コーフィールドギニー           | G1 | 15    | 1     | 1人  | 1着  | D.オリヴァー   | 芝1600 （Good3）   | 1:35:00 | 1/2      | （Captivant）         |
|        | 10.23  | ムーニーヴァレー | コックスプレート               | G1 | 08    | 9     | 1人  | 2着  | C.ウィリアムズ | 芝2040 （Soft5）   | -       | 短アタマ | State Of Rest         |
| 2022.  | 01.29  | ローズヒル       | エクスプレスウェイS            | G2 | 07    | 6     | 1人  | 3着  | J.マクドナルド | 芝1200 （Good3）   | -       | 1        | Overpass              |
|        | 02.19  | ローズヒル       | ホバートヴィルS                | G2 | 11    | 1     | 1人  | 1着  | T.ベリー       | 芝1400 （Soft6）   | 1:23:88 | アタマ   | （Hilal）             |
|        | 03.05  | ランドウィック   | ランドウィックギニー           | G1 | 10    | 1     | 1人  | 2着  | J.マクドナルド | 芝1600 （Heavy9）  | -       | クビ     | Converge              |
|        | 03.19  | ローズヒル       | ローズヒルギニー               | G1 | 06    | 1     | 1人  | 1着  | J.マクドナルド | 芝2000 （Heavy9）  | 2:09:03 | 6 1/2    | （Converge）          |
|        | 04.09  | ランドウィック   | クイーンエリザベスS            | G1 | 09    | 9     | 2人  | 9着  | T.ベリー       | 芝2000 （Heavy10） | -       | 12 1/4   | Think It Over         |
|        | 08.20  | ランドウィック   | ウィンクスS                    | G1 | 10    | 3     | 1人  | 1着  | J.マクドナルド | 芝1400 （Soft5）   | 1:24.23 | 1 3/4    | （Fangirl）           |
|        | 09.17  | ランドウィック   | ジョージメインS                | G1 | 9     | 3     | 1人  | 1着  | J.マクドナルド | 芝1600 （Soft7）   | 1:38.61 | 3/4      | （Icebath）           |
|        | 10.08  | コーフィールド   | マイトアンドパワーS            | G1 | 8     | 7     | 1人  | 1着  | J.マクドナルド | 芝2000 （Soft5）   | 2:03.88 | アタマ   | （I'm Thunderstruck） |
|        | 10.22  | ムーニーヴァレー | コックスプレート               | G1 | 12    | 10    | 1人  | 1着  | J.マクドナルド | 芝2040 （Heavy8）  | 2:10.17 | 1/2      | （I'm Thunderstruck） |
|        | 11.05  | フレミントン     | チャンピオンズS                | G1 | 11    | 7     | 1人  | 4着  | J.マクドナルド | 芝2000 （Good3）   | -       | 2        | Zaaki                 |
| 2023.  | 02.11  | ランドウィック   | アポロS                        | G2 | 11    | 1     | 1人  | 1着  | J.マクドナルド | 芝1400 （Good4）   | 1:22.71 | 3/4      | （Hinged）            |
|        | 02.25  | ランドウィック   | チッピングノートンS            | G1 | 12    | 1     | 1人  | 1着  | J.マクドナルド | 芝1600 （Good4）   | 1:34.99 | 1 1/4    | （Fangirl）           |
|        | 03.18  | ローズヒル       | ジョージライダーS              | G1 | 11    | 1     | 1人  | 1着  | J.マクドナルド | 芝1500 （Good4）   | 1:29.45 | 1/2      | （Fangirl）           |

## 血統表
| Anamoe (AUS) 2018の血統   | Anamoe (AUS) 2018の血統           | Anamoe (AUS) 2018の血統           | （血統表の出典）                  | （血統表の出典）  |
| 父 Street Boss (USA) 2004 | 父の父Street Cry (IRE) 1998       | Machiavellian                     | Mr. Prospector                    | Mr. Prospector    |
| 父 Street Boss (USA) 2004 | 父の父Street Cry (IRE) 1998       | Machiavellian                     | Coup de Folie                     |                   |
| 父 Street Boss (USA) 2004 | 父の父Street Cry (IRE) 1998       | Helen Street                      | Troy                              | Troy              |
| 父 Street Boss (USA) 2004 | 父の父Street Cry (IRE) 1998       | Helen Street                      | Waterway                          |                   |
| 父 Street Boss (USA) 2004 | 父の母Blushing Ogygian (USA) 1994 | Ogygian                           | Damascus                          | Damascus          |
| 父 Street Boss (USA) 2004 | 父の母Blushing Ogygian (USA) 1994 | Ogygian                           | Gonfalon                          |                   |
| 父 Street Boss (USA) 2004 | 父の母Blushing Ogygian (USA) 1994 | Fruhlingshochzeit                 | Blushing Groom                    | Blushing Groom    |
| 父 Street Boss (USA) 2004 | 父の母Blushing Ogygian (USA) 1994 | Fruhlingshochzeit                 | Fruhlingstag                      |                   |
| 母 Anamato (AUS) 2003     | 母の父Redoute's Choice (AUS) 1996 | Danehill                          | Danzig                            | Danzig            |
| 母 Anamato (AUS) 2003     | 母の父Redoute's Choice (AUS) 1996 | Danehill                          | Razyana                           |                   |
| 母 Anamato (AUS) 2003     | 母の父Redoute's Choice (AUS) 1996 | Shantha's Choice                  | Canny Lad                         | Canny Lad         |
| 母 Anamato (AUS) 2003     | 母の父Redoute's Choice (AUS) 1996 | Shantha's Choice                  | Dancing Show                      |                   |
| 母 Anamato (AUS) 2003     | 母の母Voltage (AUS) 1984          | Whiskey Road                      | Nijinsky                          | Nijinsky          |
| 母 Anamato (AUS) 2003     | 母の母Voltage (AUS) 1984          | Whiskey Road                      | Bowl of Flowers                   |                   |
| 母 Anamato (AUS) 2003     | 母の母Voltage (AUS) 1984          | Electric Belle                    | Sovereign Edition                 | Sovereign Edition |
| 母 Anamato (AUS) 2003     | 母の母Voltage (AUS) 1984          | Electric Belle                    | Dame Belle                        |                   |
| 5代内の近親交配           | Nijinsky 4×5、Northern Dancer 5×5 | Nijinsky 4×5、Northern Dancer 5×5 | Nijinsky 4×5、Northern Dancer 5×5 | [ § 2 ]           |
| 出典                      | 1. 2.                             | 1. 2.                             | 1. 2.                             | 1. 2.             |